# Macaranga gracilis
Macaranga gracilis är en törelväxtart som beskrevs av Ferdinand Albin Pax och Käthe Hoffmann. Macaranga gracilis ingår i släktet Macaranga och familjen törelväxter. Inga underarter finns listade i Catalogue of Life.